# Наезд поезда

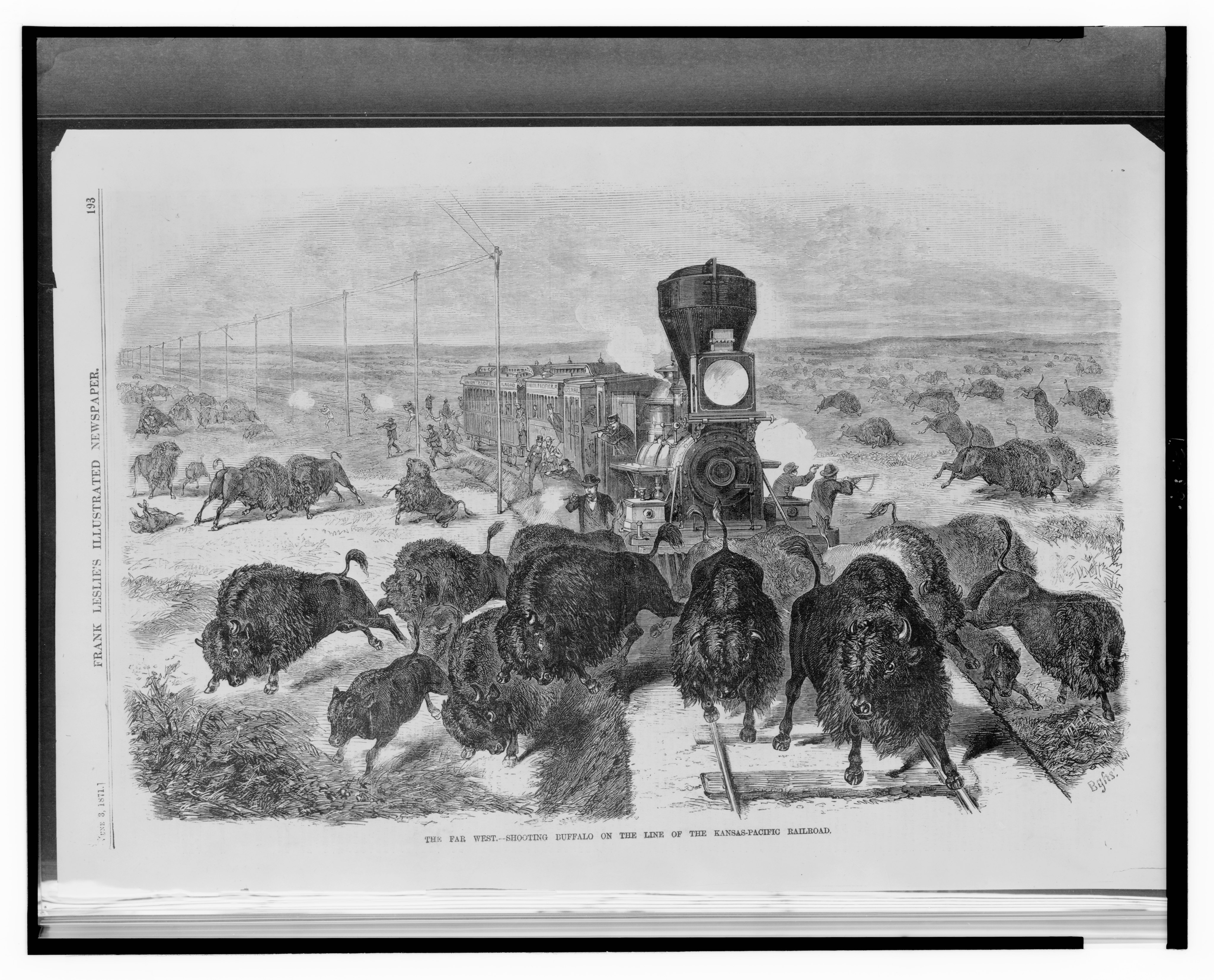
Наезд поезда на стадо бизонов

Наезд поезда — попадание человека, животного, транспортного средства, находящихся в пределах опасных зон железнодорожных путей, под колёса подвижного состава; наиболее распространённый травмоопасный фактор на железнодорожном транспорте.
Официально первый случай наезда поезда на человека произошёл 15 сентября 1830 года при открытии железной дороги Ливерпуль — Манчестер, когда парламентарий Уильям Хаскиссон попытался перебежать пути перед приближавшимся поездом, но, споткнувшись, упал. Спустя несколько секунд паровоз «Ракета» наехал на него, из-за чего Хаскиссону раздробило ногу, а через несколько часов он умер от потери крови. Это был первый случай гибели человека на магистральной железной дороге, но не на железнодорожном транспорте вообще, так как первыми были жертвы взрыва паровоза в 1815 году.

## Факторы
Наезд поезда обусловливается следующими факторами:
- Рельсовый транспорт имеет только одну степень свободы («вперёд-назад»), а потому не может обогнуть препятствие (достаточно вспомнить выражение: Не трамвай — объедет);
- Поезда движутся по гладким металлическим рельсам, а так как коэффициент трения пары «сталь—сталь» очень низок, тормозной путь может исчисляться сотнями метров, а в высокоскоростном движении быть более километра. В частности, из-за этого на российских железных дорогах при скорости движения более 140 км/ч экстренное торможение запрещено[2];
- При этом на магистралях распространено применение бесстыковых путей, а также с целью повышения комфорта пассажирские поезда имеют малую шумность, из-за чего их трудно вовремя расслышать;
- Есть вероятность недооценки скорости поезда, что особенно актуально для высокоскоростного движения. Между тем, движущийся со скоростью 250 км/ч (69 м/с) электропоезд «Сапсан» преодолевает 100 метров всего за полторы секунды;
- Приближающийся поезд может быть скрыт находящимися близ путей объектами, например кустарником либо туманом;
- Приближающийся поезд может быть замаскирован и шумом движущегося по соседнему пути подвижного состава. Кроме того, человек может не услышать поезда из-за разговора по телефону или прослушивания музыки, особенно через наушники.

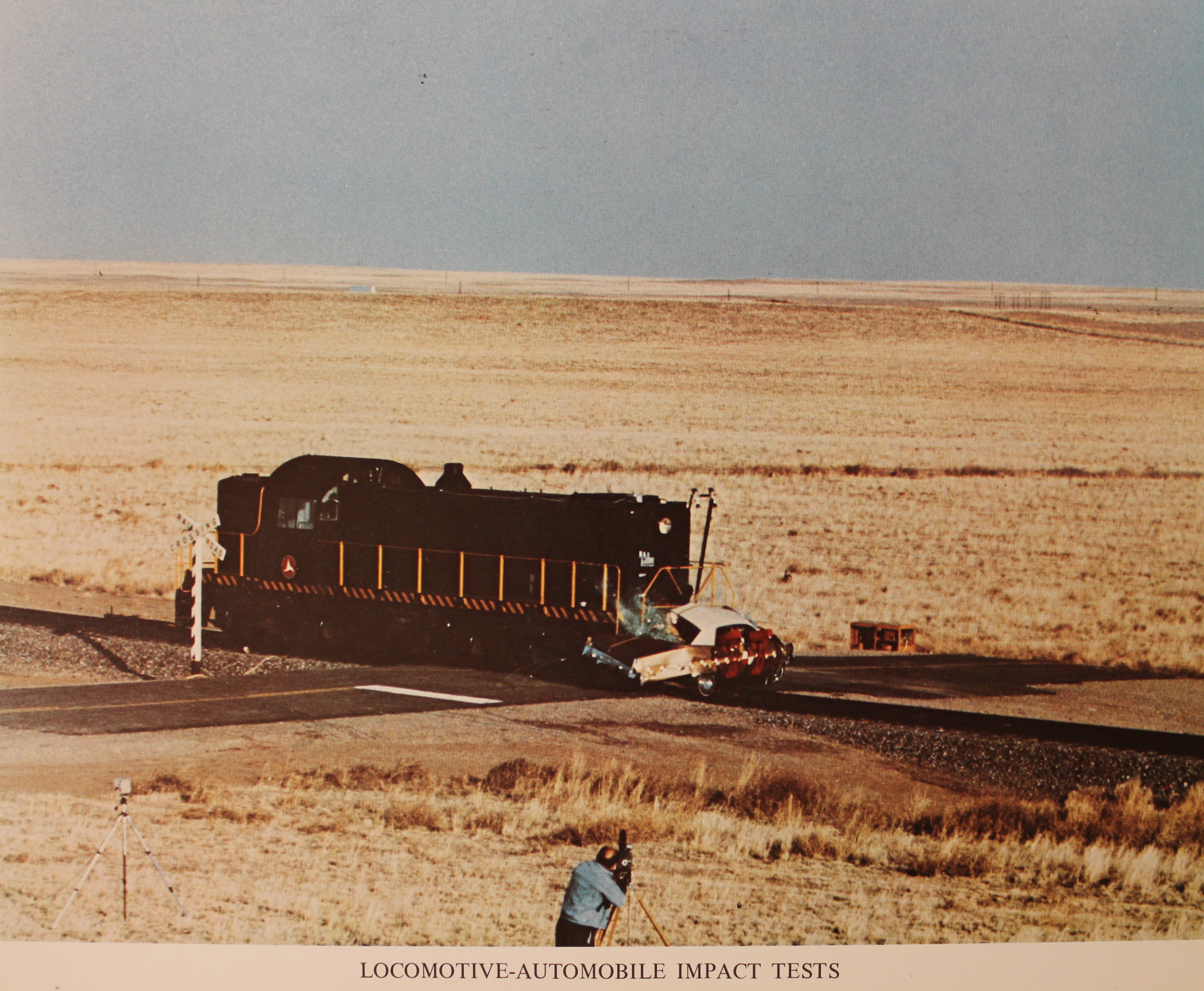
Тестовое столкновение локомотива (ALCO RSD-1) с автомобилем

В случае с наездом поезда на автотранспорт на переездах имеют место также следующие факторы:
- Нарушением водителями правил дорожного движения, заключающееся в выезде на переезд под запрещающее показание, а зачастую — и объезд закрытого шлагбаума;
- Переоценка водителем возможностей автомобиля в попытке проскочить перед приближающимся поездом;
- Есть вероятность гололёда, из-за чего автомобиль может не успеть остановиться перед путями;
- Пересечение переездов осуществляется на малой скорости, при этом есть вероятность остановки двигателя машины или даже его выхода из строя, а инерция слишком мала, чтобы транспорт съехал с путей.

## Меры предупреждения

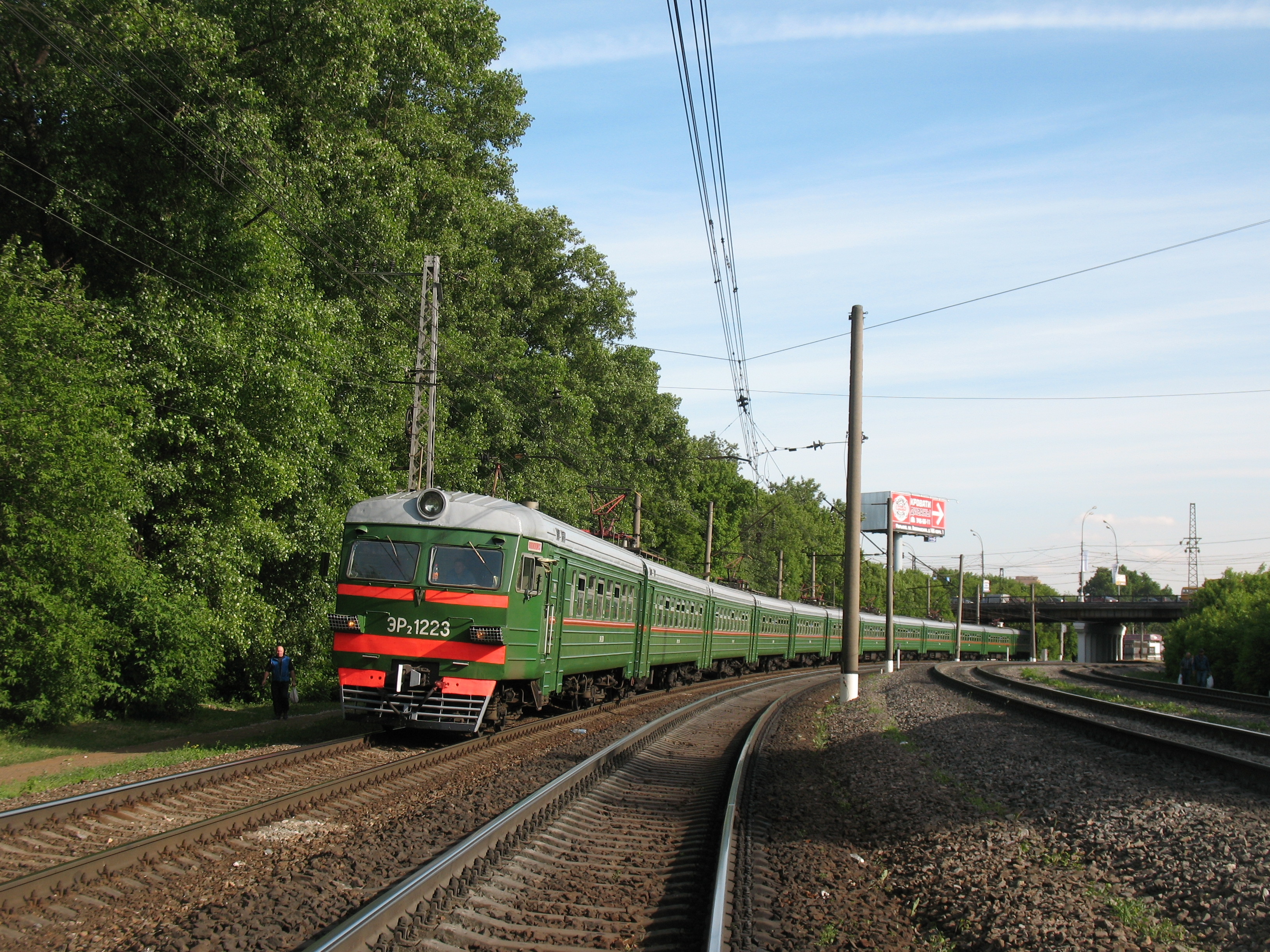
Пригородный электропоезд ЭР2 из-за зелёной окраски может сливаться с окружающей пути растительностью, для предупреждения чего на лобовой части нанесены красные полосы

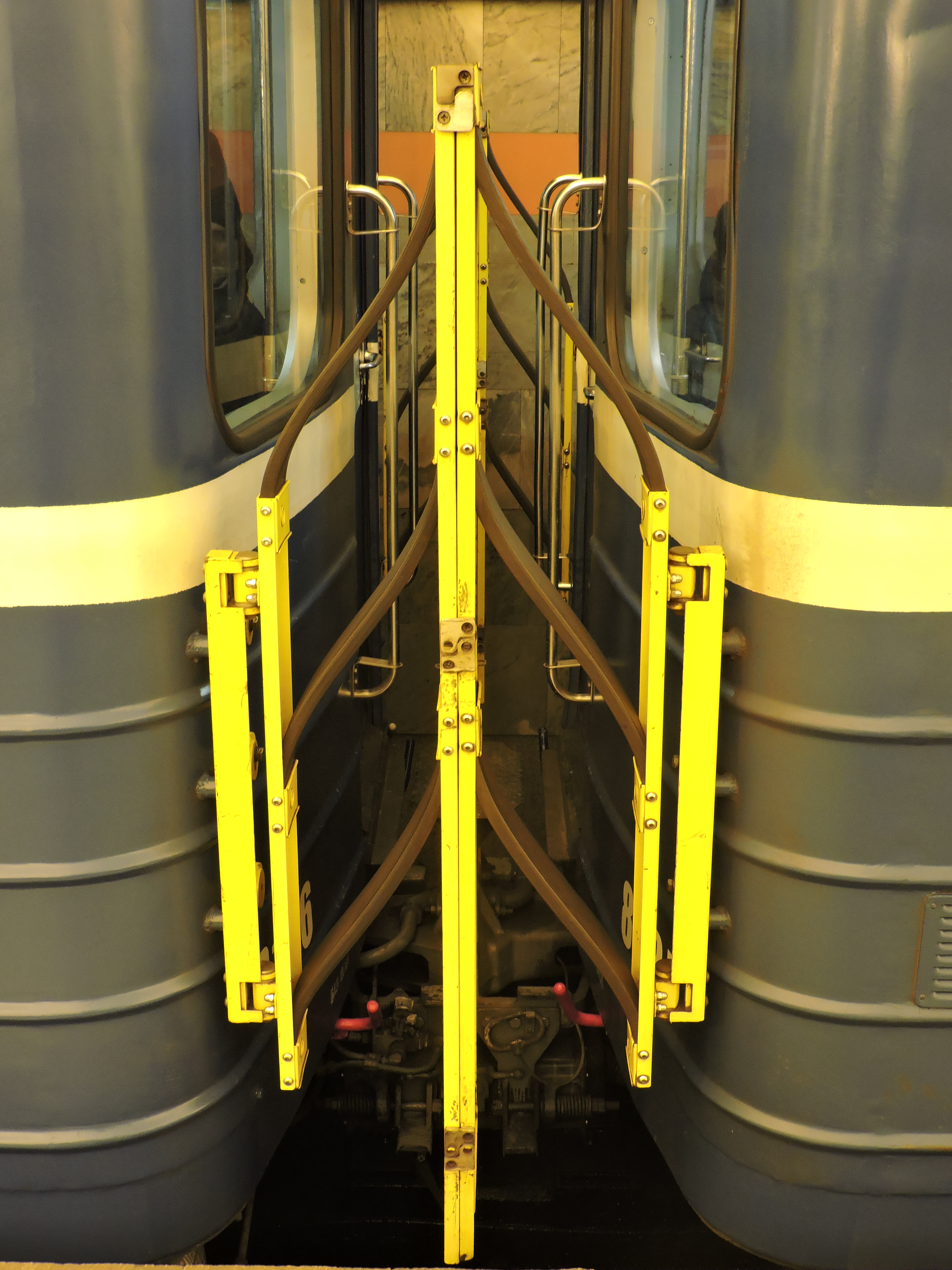
МПУ («межвагонное предохранительное устройство») на вагоне метро, предотвращающее падение людей на путь

Для предупреждения наезда на людей используются следующие меры
- Обучение людей технике безопасности на железнодорожных путях;
- Ограждение железнодорожных путей, что помогает прежде всего предотвратить наезды поездов на диких животных[4];
- Применение ярких полос и световых сигналов, повышающих заметность поезда в целом, а также обозначающих его голову и хвост;
- Применение звуковых сигналов на подвижном составе, а также предупреждающие сообщения на станциях;
- Применение работающими на путях людьми сигнальных жилетов яркой расцветки со светоотражающими полосами, повышающими их заметность;
- Применение межвагонных предохранительных устройств (МПУ), предупреждающих падение людей на путь между вагонами (особенно актуально в метро).

## Самоубийства
См также: Бросившиеся под поезд
Бросание под поезд является одним из распространённых способов самоубийства. В частности, так покончила с собой известная героиня одного из романов Льва Толстого — Анна Каренина. Наиболее часто самоубийцы бросаются под поезд в метро.